# جيمس ماكان (لاعب كرة قاعدة)
جيمس ماكان (بالإنجليزية: James McCann)‏ هو لاعب كرة قاعدة أمريكي، ولد في 13 يونيو 1990 في سانتا باربارا في الولايات المتحدة.

## وصلات خارجية
- جيمس ماكان على موقع دوري كرة القاعدة الرئيسي (الإنجليزية)
- جيمس ماكان على موقعبيزبول رفرنس.كوم (الدوري الرئيسي) (الإنجليزية)
- جيمس ماكان على موقعبيزبول رفرنس.كوم (الدوري الثانوي) (الإنجليزية)
- جيمس ماكان على موقع إي إس بي إن.كوم (أم.أل.بي) (الإنجليزية)
- جيمس ماكان على موقع مشجعي الرسوم البيانية (الإنجليزية)